# Fieldbus Foundation
Die Fieldbus Foundation ist eine in den USA beheimatete Organisation, der im Wesentlichen Unternehmen angehören, die Feldbussysteme oder Komponenten dafür entwickeln und produzieren.
Gegründet wurde sie im September 1994 durch Zusammenschluss zweier Organisationen, die bis dahin eigenständig waren, der WorldFIP North America und dem Interoperable Systems Project (ISP). Bei dem Zusammenschluss umfasste sie ca. 350 Mitgliedsunternehmen. Ziel der Organisation ist es, gemeinschaftliche Standards zu entwickeln und entsprechende Normungsvorschläge zu unterbreiten, z. B. an die IEC.